# Angelo Russi
Angelo Bartolo Russi (San Severo, 3 aprile 1947) è uno storico italiano che si occupa prevalentemente di storia del Mezzogiorno d'Italia nell'antichità e di storia della ricezione dell'antico nella storiografia moderna.

## Biografia
Allievo di Silvio Accame, si è laureato nel 1970 presso la Facoltà di Lettere e Filosofia dell’Università degli Studi di Napoli con Ettore Lepore. Ha insegnato storia romana ed altre discipline storiche dell’antichità presso l’Università degli Studi di Lecce (1977-1983, 1986-1991), l’Università degli Studi della Calabria (1978-1986), la Libera Università “Maria SS. Assunta” (Lumsa) in Roma (1991-2012) e l’Università degli Studi dell’Aquila (1991-2017). In quest’ultima Università è stato, in particolare, professore ordinario di storia romana e storia del mondo antico, direttore del Dipartimento di Storia e Metodologie Comparate dal 1993 al 2004[1] e attualmente è Professore Emerito presso il Dipartimento di Scienze Umane (con Decreto Ministeriale 6 marzo 2019).
Ha tenuto lezioni, conferenze e seminari in varie università ed istituzioni scientifiche italiane e straniere (Ginevra, Amsterdam, Petra, Los Angeles, Cracovia, Belo Horizonte).
Dal 1998 al 2001 è stato membro del Consiglio Direttivo dell’Istituto Italiano per la Storia Antica in Roma. Attualmente fa parte del Consiglio Direttivo Nazionale dell’Associazione Italiana di Cultura Classica (AICC) e del Comitato scientifico della rivista «Atene e Roma»
Socio onorario della Società di Storia Patria per la Puglia e del Centro di Studi e Ricerche Multimediali “Bartolommeo Capasso” di Sorrento, è anche Socio Fondatore del Centro di Studi Papirologici dell’Università di Lecce (dal 1992).
Ha vinto il Premio Letterario “Basilicata” per la Saggistica (XXVIII Edizione: Potenza, 24 ottobre 1999), il Premio “Icaro” (31 marzo 2007) e il Premio Internazionale “Colonie della Magna Grecia - Arnaldo Tarsitano” (XXXVII Edizione: Melfi, 30 settembre 2017).
È Commendatore dell’Ordine del Merito della Repubblica Italiana (27 dicembre 1999).

## Opere
- Teanum Apulum. Le iscrizioni e la storia del municipio, Roma, dall’Istituto Italiano per la Storia Antica, 1976.

- Bartolommeo Capasso e la storia del Mezzogiorno d’Italia, San Severo, Gerni Editori, 1993.

- La Lucania romana. Profilo storico-istituzionale, San Severo, Gerni Editori, 1995.

- Saggi di storia della storiografia meridionale. Roma, Fondazione Ignazio Silone / «I Quaderni», 2004.

- Silvio Accame, San Severo, Gerni Editori, 2006.

- [Julius Beloch], Surrentum im Alterthum - Sorrento nell’antichità, hrsg. von / a cura di Angelo Russi, San Severo, Gerni Editori, 1993 (Allegato: Ristampa anastatica dell’edizione: Genf 1874).

- Herdoniae. A trent’anni dall’inizio degli scavi archeologici del Centre belge de recherches archéologiques en Italie centrale et méridionale (1962-1992). Atti del Colloquio Internazionale (Roma, Libera Università “Maria SS. Assunta”, 20 gennaio 1993), a cura di Angelo Russi, San Severo, Gerni Editori, 1994.

- Luigi Pareti, Storia della regione lucano-bruzzia nell’antichità. Opera inedita a cura di Angelo Russi, vol. I, Roma, Edizioni di Storia e Letteratura, 1997; vol. II. Indici - Aggiornamento bibliografico, Roma, Edizioni di Storia e Letteratura, 2000.

- Sindone 2000. Congresso Mondiale - Worldwide Congress (Orvieto, agosto/August 27-28-29, 2000). Atti - Proceedings, A cura di / Edited by Emanuela Marinelli e Angelo Russi, Voll. I-II: Testi - Textes; Vol. III: Illustrazioni – Illustrations, San Severo, Gerni Editori, 2002.

- Silvio Accame, Attualità dell’antico. Lezioni di metodo storico, I-II, a cura di Angelo Russi, con contributi inediti di Alberto Monticone e Claudio Ferone. [Tivoli (Roma)], Edizioni Tored, 2003.

- Cristoforo Scanello detto “il Cieco da Forlì”, Cronica universale della fedelissima et antiqua regione di Magna Grecia, overo Giapigia. Divisa in tre parti, cioè Terra di Otranto, Terra di Bari et Puglia Piana (In Venetia M.D.LXXV.), Nuova edizione con commento, A cura di Angelo Russi e Fabio Carboni, L’Aquila, Edizioni L’Una, 2011.

- I professori del “Maria Ss. Assunta”, in In fide et humanitate. 70 anni della LUMSA. Prefazione del Sig. Cardinale Attilio Nicora, a cura di Marco Bartoli. Città del Vaticano, Libreria Editrice Vaticana, 2009, pp. 87-107, 253-276, 277-281.

- La Pontificia Accademia Romana di Archeologia nel XX secolo con documenti inediti della presidenza di Gaetano De Sanctis, in I duecento anni di attività della Pontificia Accademia Romana di Archeologia (1810-2010), a cura di Marco Buonocore, Roma, Edizioni Quasar (= «Atti della Pontificia Accademia Romana di Archeologia» - Serie III, «Memorie» in 8° - vol. VIII), 2010.

- Julius Beloch e Bella Bailey. Appunti dal carteggio inedito (1873-1877, 1883), in Karl Julius Beloch da Sorrento nell’Antichità alla Campania. Atti del Convegno storiografico in memoria di Claudio Ferone (Piano di Sorrento, 28 marzo 2009), a cura di Felice Senatore. Roma, Scienze e Lettere (= «I Quaderni di “Oebalus”», 3), 2011.

- Come i grani di un rosario… San Severo e i suoi caduti nella Grande Guerra, Prefazione del Gen. di Div. Fulvio Frasca, voll. 3, Roma, Scienze e Lettere, 2016.

- Mondo classico e storiografia moderna. Problematiche - studiosi - istituzioni, Roma, Edizioni Quasar, 2017, in due tomi (complessivamente di pp. XIV-1407). ISBN 978-88-7140-826-2.